# Nave San Rocco
Nave San Rocco es una localidad italiana, perteneciente al municipio de Terre d'Adige de la provincia de Trento, región de Trentino-Alto Adigio, con 1.360 habitantes.
Fue un municipio independiente hasta el 31 de diciembre de 2018, en que fue disuelto y pasó a formar parte del municipio de Terre d'Adige.

## Evolución demográfica
| Gráfica de evolución demográfica de Nave San Rocco entre 1861 y 2001 |
|                                                                      |
| Fuente ISTAT - elaboración gráfica de Wikipedia                      |